# Diocesi di Burca
La diocesi di Burca (in latino: Dioecesis Burcensis) è una sede soppressa e sede titolare della Chiesa cattolica.

## Storia
Burca, nell'odierna Algeria, è un'antica sede episcopale della provincia romana di Numidia.
Unico vescovo conosciuto di questa diocesi africana è Leontius Burcensis, il cui nome appare al 5º posto nella lista dei vescovi della Numidia convocati a Cartagine dal re vandalo Unerico nel 484; Leonzio, come tutti gli altri vescovi cattolici africani, fu condannato all'esilio.
Dal 1933 Burca è annoverata tra le sedi vescovili titolari della Chiesa cattolica; dal 16 aprile 2016 il vescovo titolare è Jaime Uriel Sanabria Arias, vicario apostolico di San Andrés e Providencia.

## Cronotassi

### Vescovi residenti
- Leonzio † (menzionato nel 484)

### Vescovi titolari
- Patrick Winters, S.A.C. † (10 gennaio 1952 - 25 marzo 1953 nominato vescovo di Mbulu)
- Matija Zvekanović † (13 novembre 1955 - 8 febbraio 1968 nominato vescovo di Subotica)
- Orozimbo Fuenzalida y Fuenzalida † (13 marzo 1968 - 26 febbraio 1970 nominato vescovo di Los Angeles)
- Alfredo Galindo Mendoza, M.Sp.S. † (21 marzo 1970 - 9 gennaio 1976 dimesso)
- Luis Morales Reyes † (8 marzo 1976 - 5 giugno 1979 nominato vescovo di Tacámbaro)
- Antonio Troyo Calderón † (27 agosto 1979 - 1º dicembre 2015 deceduto)
- Jaime Uriel Sanabria Arias, dal 16 aprile 2016